# Zone de conservation des oiseaux d'Ertholmen
La Zone de conservation des oiseaux d'Ertholmen  est une aire protégée norvégienne qui est située dans le municipalité de Larvik, dans le comté de Vestfold.

## Description
La réserve naturelle de 0,16 km2 a été créée en 2009. C'est un grand îlot de l'archipel de Svenner, au large du côté nord-est du phare de Svenner, qui est un lieu de nidification important pour les espèces de Larinae (mouettes et goélands).
Ertholmen se compose principalement de buttes nues et d'affleurements rocheux, avec une touche de buissons et de bruyère au nord. Le point culminant est à 16 mètres au-dessus du niveau de la mer. Ces dernières années, Ertholmen a pu afficher des populations reproductrices de plus de 200 goélands bruns. Dans les zones protégées pour les oiseaux marins du Vestfold, il est interdit de débarquer du 15 avril au 15 juillet. L'interdiction de circulation s'applique également en mer, dans la plupart des zones jusqu'à 50 mètres du rivage.
Objectif de conservation: prendre soin de l'avifaune et du milieu de vie des oiseaux liés à un îlot qui est une zone de nidification importante pour de nombreuses espèces d'oiseaux marins.